# Arthur Urquhart
Pour les articles homonymes, voir Urquhart.
Arthur Urquhart ou Lorrane ou Lorraine ou Torrace ou Torraine Urquhart était un fermier et un naturaliste amateur  néo-zélandais dont la famille est d’origine écossaise, sa date de naissance est inconnue, il est mort le 3 octobre 1916 à Karaka près d’Auckland en Nouvelle-Zélande.
Fermier à Karaka, il a participé, à partir de 1877, à l’Institut d’Auckland et est, en 1896, membre correspondant de la Société royale de Tasmanie.
Il s'est consacré principalement aux araignées de Nouvelle-Zélande ainsi qu'aux espèces provenant de régions proches.

## Source
- Pierre Bonnet (1945), Bibliographia araneorum, Les frères Doularoude (Toulouse)